# St. Vincentius (Neuershausen)

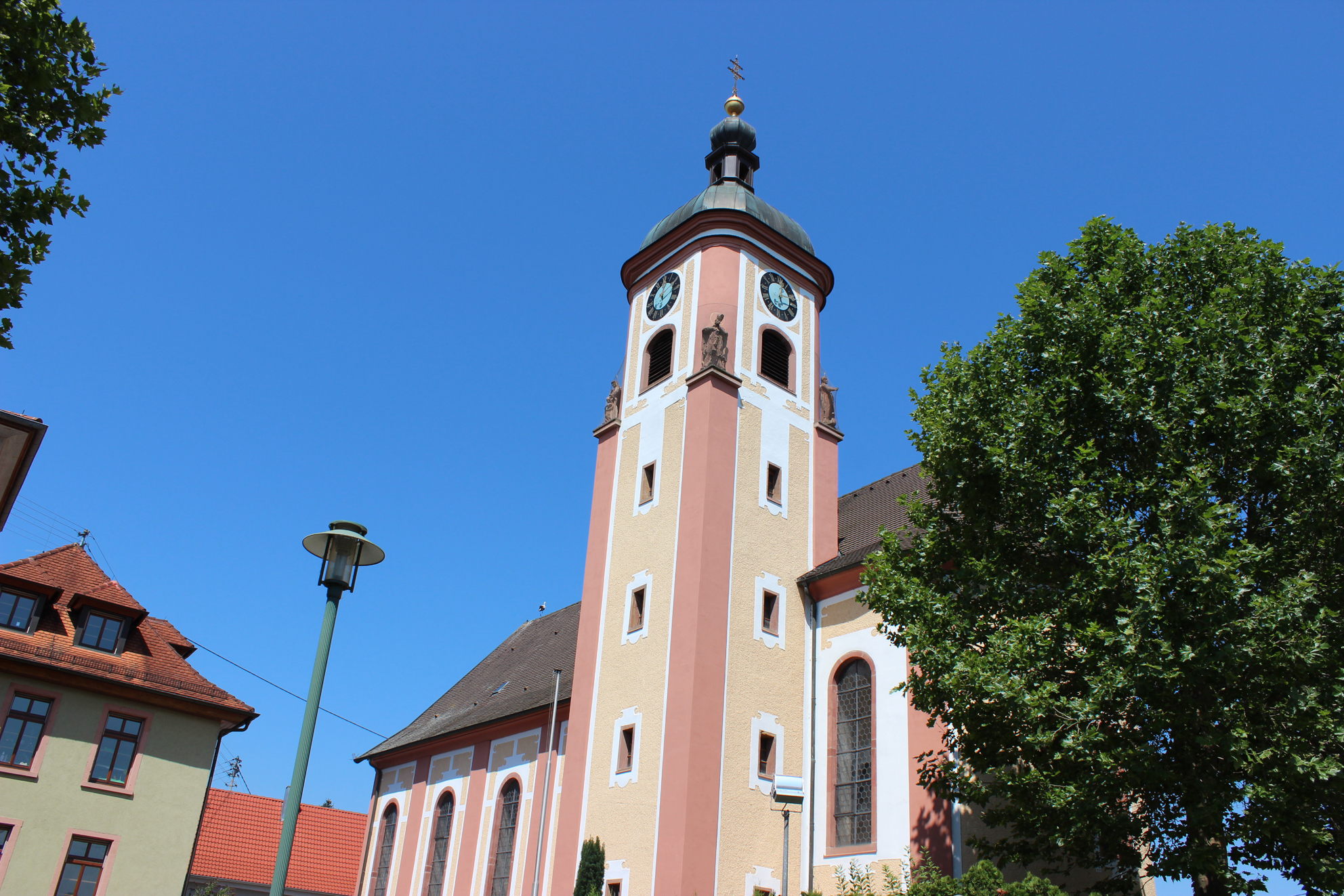
St. Vincentius von Südost

St. Vincentius – auch St. Vincentius Levita, weil der heilige Vinzenz von Saragossa ein Diakon oder nach älterem Sprachgebrauch „Levit“ war – ist die römisch-katholische Pfarrkirche von Neuershausen, einem Ortsteil der Gemeinde March nordwestlich von Freiburg im Breisgau. Die Pfarrgemeinde gehört zur Seelsorgeeinheit March-Gottenheim der Erzdiözese Freiburg. Über Geschichte und Gestalt der Kirche hat besonders der Merdinger Lehrer und Kunsthistoriker Hermann Brommer geforscht.

## Ortsgeschichte
Im Lorscher Codex sind für die Jahre 788 (unsicher), 789 und 794 Schenkungen „in Niuuericheshuser marca“ – „in der Gemarkung Neuershausen“ an das Kloster Lorsch festgehalten; 1989 feierte Neuershausen deshalb sein 1200-jähriges Bestehen.
Oberste Landesherren waren wie im ganzen Breisgau die Zähringer, nach deren Aussterben 1218 die Grafen von Freiburg und danach die Habsburger. Die Zugehörigkeit zum habsburgischen Vorderösterreich endete mit dem Frieden von Pressburg 1805 und dem Übergang ans Großherzogtum Baden 1806.
Um 1300 hatte die aufstrebende Freiburger Familie Statz Rechte in Neuershausen, nach der ein kleines Herrenhaus, der heutige „Rinckenhof“, auch „Statzenturm“ genannt wird. Ortsherr war aber vom 13. bis 15. Jahrhundert die zum Stadtadel von Freiburg im Breisgau gehörende Familie von Tuslingen, die nach anderen Angaben „von Neuershausen“ hieß, wie 1295 ein Johannes von Tuslingen (oder von Neuershausen), Bürgermeister von Freiburg. Sie baute sich nah beim Statzenturm ein größeres Herrenhaus an der Stelle des heutigen „Schlosses“.
In der Mitte des 15. Jahrhunderts kamen – trotz Konkurrenz mit Konrad Stürtzel, dem Kanzler des habsburgischen Erzherzogs Siegmund – die aus dem Neckarraum stammenden Ritter von Lichtenfels zur Herrschaft. Ihnen gehörten zu Beginn des 16. Jahrhunderts „Dorff, Zwing und Bann, hohe und niedere Gerichte und der Sitz zu Nuwershusen.“ Sie besaßen sowohl den Statzenturm als auch das größere Herrenhaus. Die 1524 hergestellten Glasfenster der Lichtenfels-Krozingen-Kapelle am Chorumgang des Freiburger Münsters zeigen vor blauem Damast-Hintergrund links oben, vor dem heiligen Germanus von Granfelden kniend, den Basler Domherrn und Propst von Kloster Münster-Granfelden Cornelius von Lichtenfels († 1535), rechts oben vor dem Schmerzensmann kniend Ritter Hans von Lichtenfels, einen Bruder des Cornelius und Herrn zu Neuershausen, mit seinen beiden Ehefrauen. Der letzte Lichtenfels in Neuershausen, Johann Georg, starb 1601.
Über zwei weitere Adelsgeschlechter kam Neuershausen 1732 an Ferdinand Joseph Graf von Duran, einen Hauptmann spanisch-katalanischer Herkunft im kaiserlich-habsburgischen Heer. Von den 29 Jahren seiner Neuershauser Herrschaft – er starb 1761 – verbrachte er fast 20 im Streit mit seinen Untertanen. „Im Grunde handelte es sich um einen einzigen langen, von mehrjährigen Pausen unterbrochenen Prozeß, der alle Standes- und Regierungsinstanzen bis hinauf an den kaiserlichen Hof in Wien durchlief und ganze Berge beschriebenen Papiers hinterlassen hat.“ 1755 erzwang ein Erlass aus Wien einen Vergleich. „Die Neuershausener haben sich mit ihrem Grafen danach schlecht und recht vertragen; beim Kirchenbau ab 1758 stand man vereint gegen die bauunwilligen Zehntherren. Im Grunde war es nur der Hartnäckigkeit des Grafen zu verdanken, daß der Ort eine so schöne Kirche erhielt.“ Ferdinand Joseph hinterließ ein hoch verschuldetes Erbe. Sein Sohn Franz Joseph (* 1741) musste 1779 die Herrschaft für 116.000 fl. verkaufen. Als er 1814 in Freiburg starb, soll er lediglich 12 fl. hinterlassen haben.
Käuferin des Neuershauser Erbes war Elisabetha Gräfin von Schauenburg-Hennin aus dem lothringischen Adelsgeschlecht Hennin, die 1742 Christoph Anton Graf von Schauenburg (1717–1787) geheiratet hatte, 1779 aber schon lange von ihm geschieden war. Sie bezahlte den Kaufpreis aus eigenen Mitteln. Das alte Herrenhaus ließ sie abreißen und an seiner Stelle das bis heute bestehende „neue“ oder „vordere“ Schloss bauen, mit allein ihrem und nicht dem schauenburgischen Wappen. Sie starb 1796. 1839 kam die Grundherrschaft im Erbgang an den badischen Juristen August Marschall von Bieberstein, mit dem die Neuershauser Linie der Marschall von Bieberstein begann, in deren Besitz das Schloss bis heute (2015) ist.
Der Statzenturm wurde 1625 an die Familie Rinck von Baldenstein verkauft. Er war als „freiadliges Gut“ der ortsherrlichen Gerichtsbarkeit nicht unterworfen. Das führte häufig zu Spannungen sowohl mit der Gemeinde als auch mit dem Ortsherrn. Haupteinnahmequelle der Rinck von Baldenstein war der Zehnt. Mit drei Vierteln waren sie die „Haupt-Decimatoren“ oder Hauptzehntherrn von Neuershausen. Noch heute ist der Statzenturm im Besitz der Familie.
Die Pfarrei wird 1275 im Liber decimationis des Bistums Konstanz erstmals genannt.

Alte Ansichten und Pläne
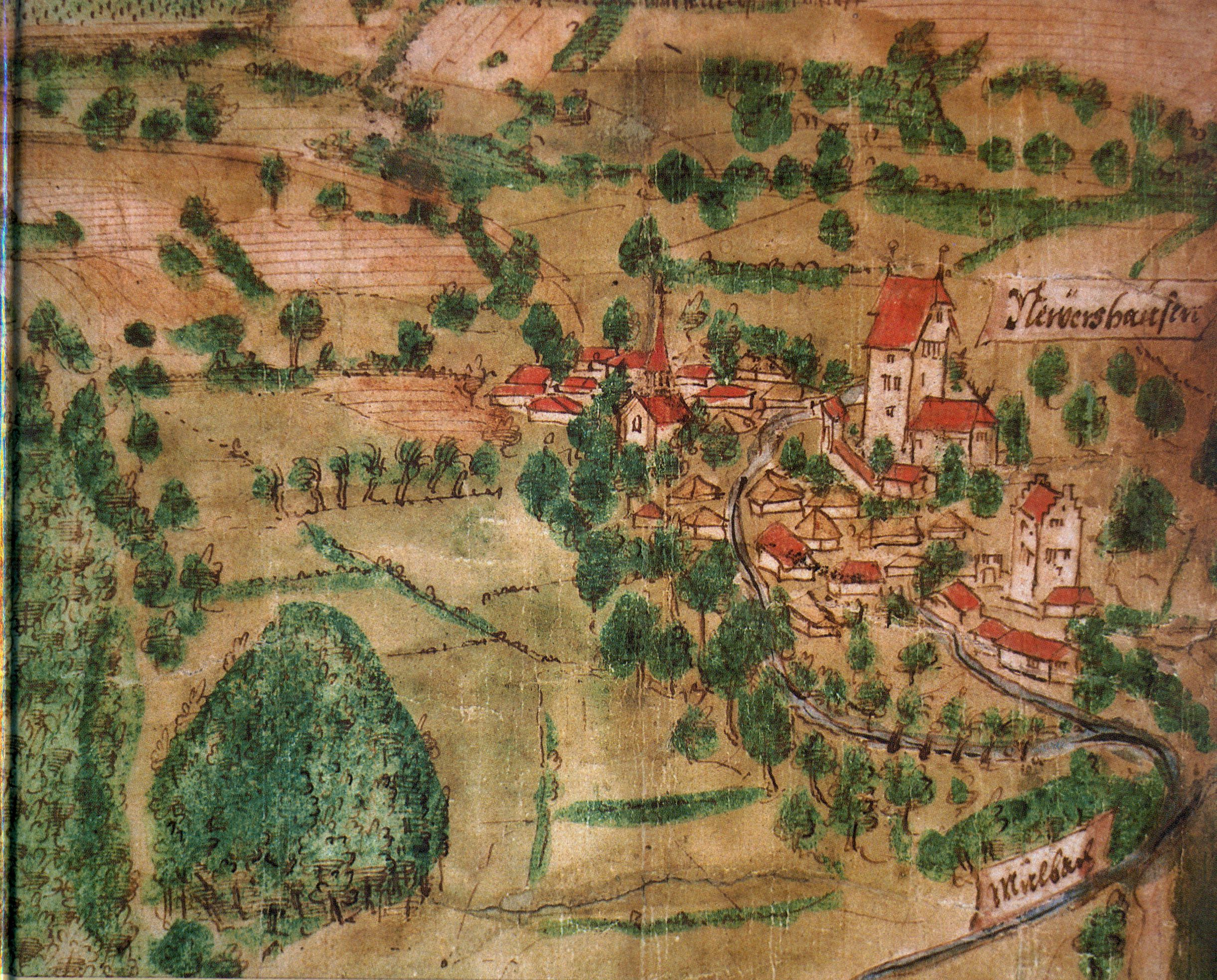
Neuershausen 1587 mit Statzenturm (unten) und größerem Herrenhaus (darüber)
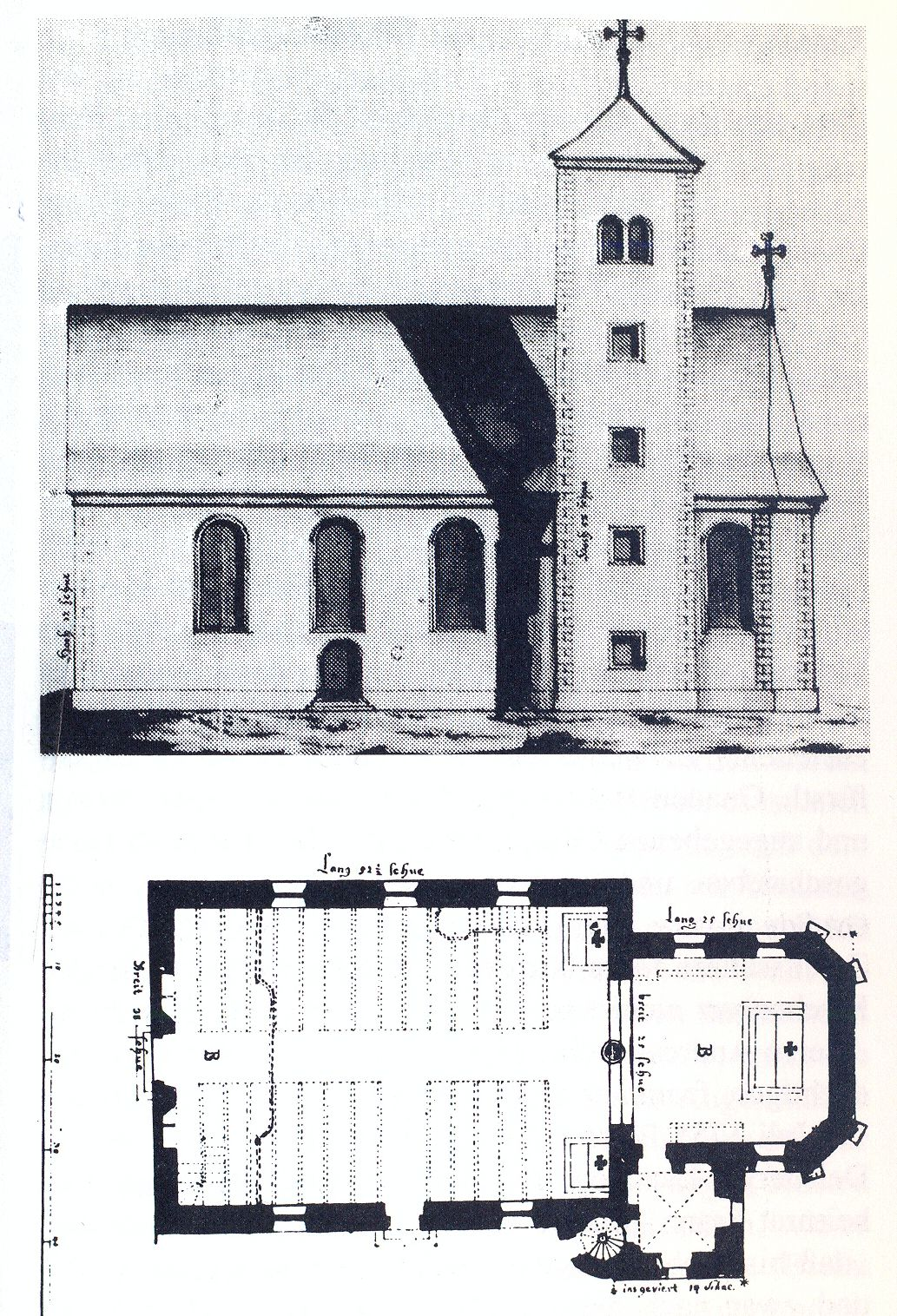
Danos erster Entwurf
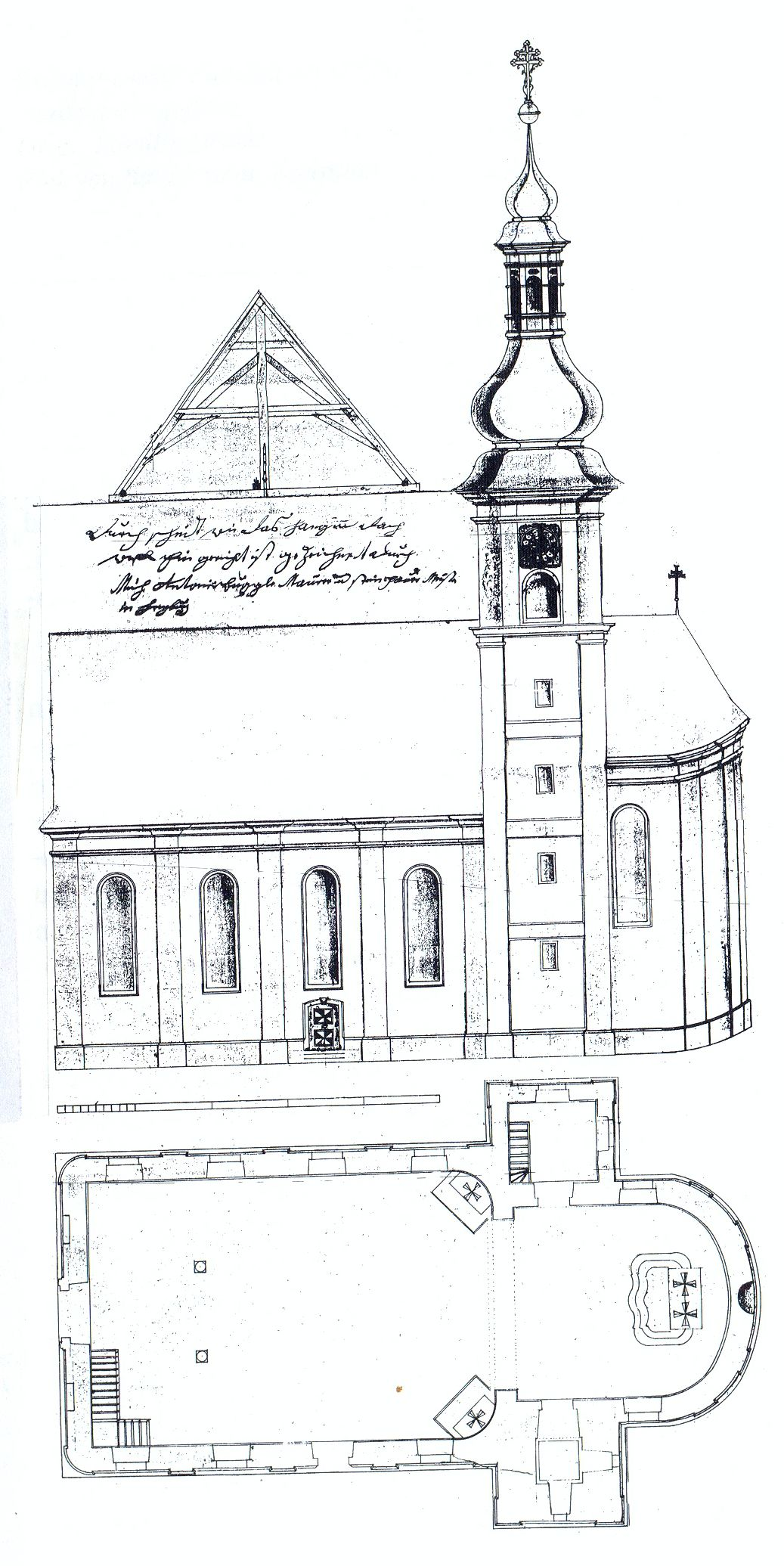
Danos zweiter Entwurf
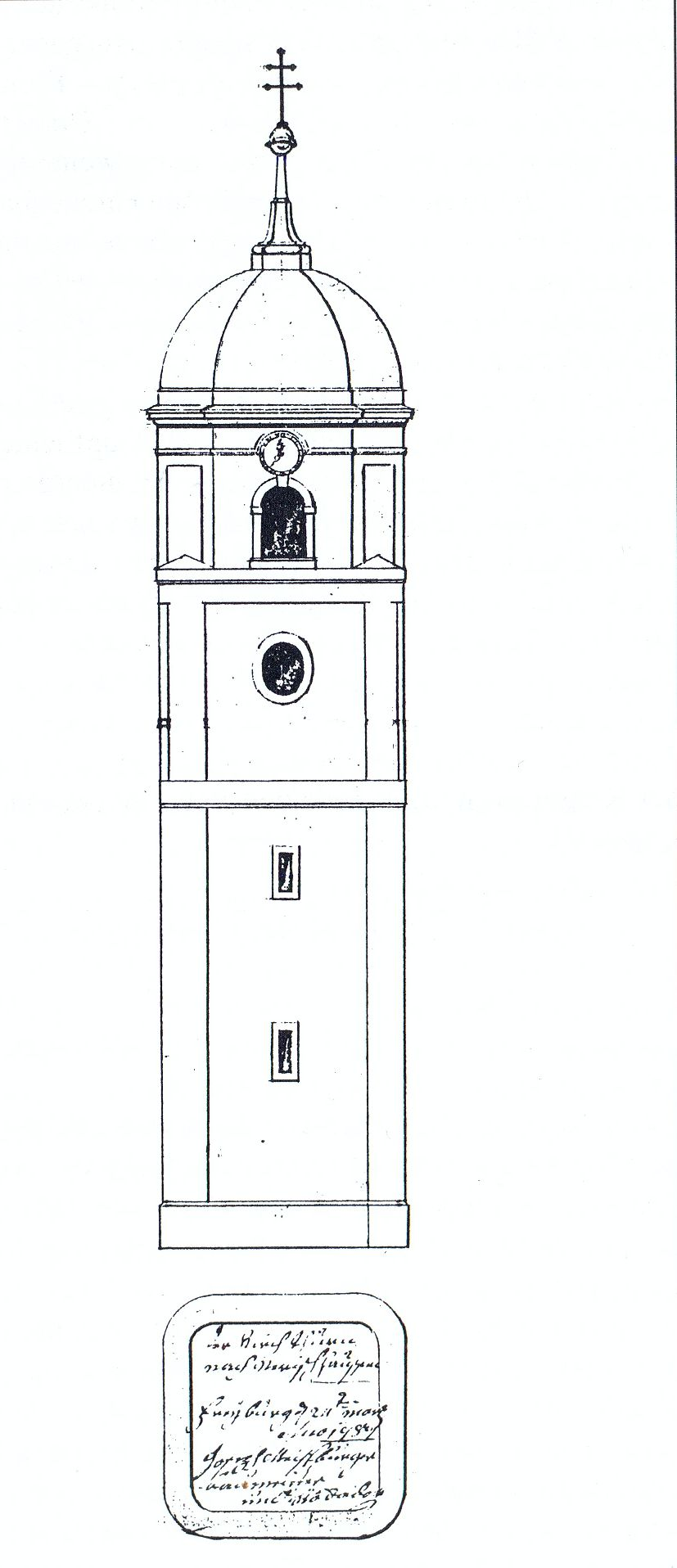
Meisburgers Entwurf zur Turmwiederherstellung
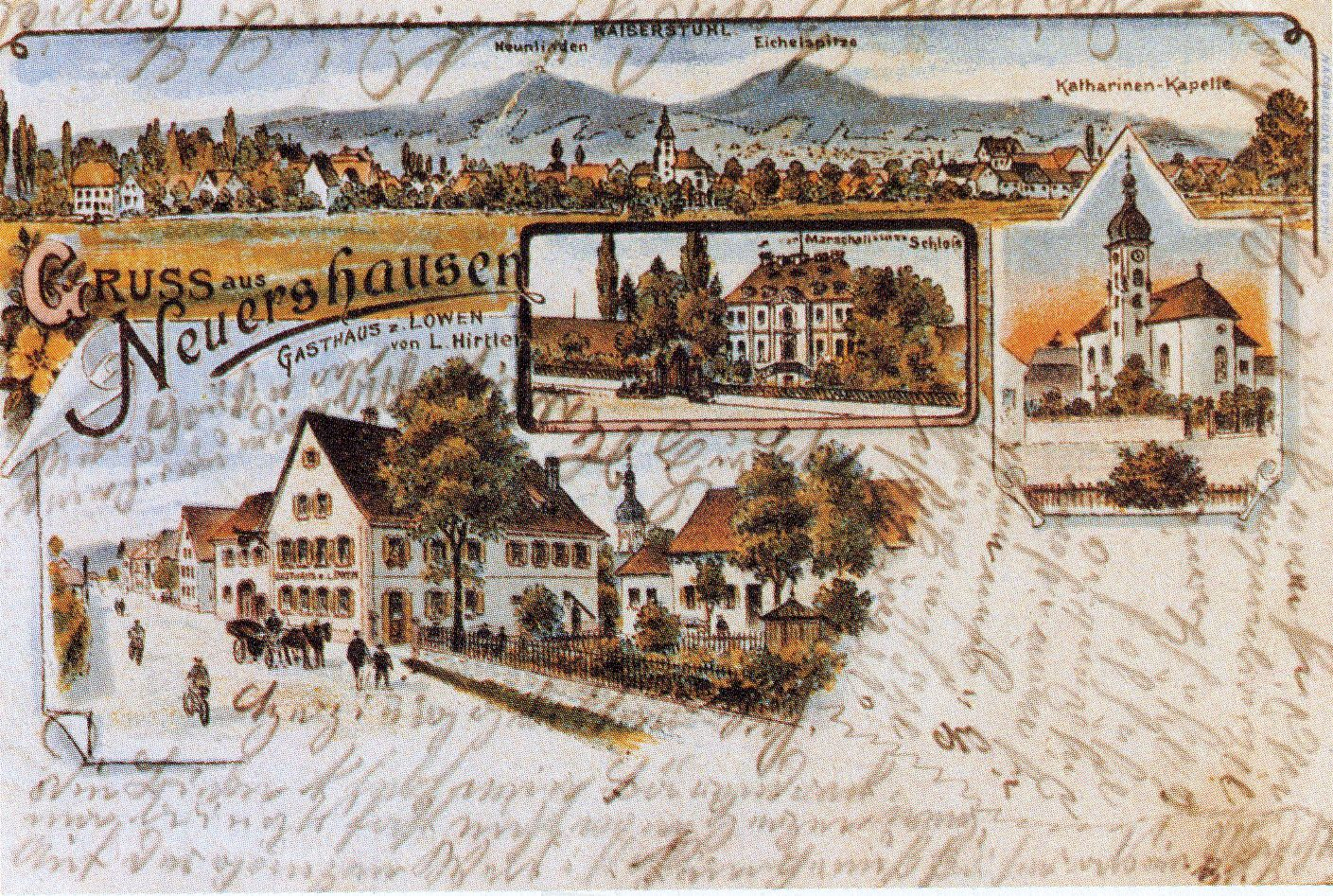
Neuershausen um 1900

## Baugeschichte
Eine ältere, nach den Notizen des Pfarrers Joseph Jakob Buisson (etwa 1704 bis 1754) 1472 erbaute Kirche war im 18. Jahrhundert baufällig. Der Chorturm drohte einzustürzen. Um die Finanzierung des Neubaus stritten sich die Gemeinde, Graf Ferdinand Joseph von Duran und die Freiherrn Rinck von Baldenstein, als Hauptzehntherren auch Haupt-Zahlungsverpflichtete. 1757 legte Philipp Jacob Dano (etwa 1704 bis 1780), der Architekt des Fürstbischofs von Basel Josef Wilhelm Rinck von Baldenstein, einen Entwurf vor, dem Graf Duran und die Gemeinde als zu ärmlich widersprachen. Die Familie Baldenstein schrieb an die Konstanzer Diözesankurie: „Es ist unerhört, daß Graf Duran, Pfarrer und Vogt einen Turm mit Kuppel, roten Schindeln, Blech oder Kupfer gedeckt, verlangen. Bis jetzt hatten sie einen Turm von Holz (Fachwerk), und nun bauen wir einen von Stein; aber wollen Duran und die Gemeinde das, sollen sie es selbst bezahlen.“ Im April 1758 einigte man sich auf einen modifizierten Plan Danos. Wenn die Gemeinde Fuhrfronen über die Gemarkungsgrenzen hinaus leiste, wollten die Rinck von Baldenstein ihr eine Turmkuppel zugestehen. Ab 11. Juli 1758 wurde die alte Kirche abgebrochen, am 13. Mai 1759 der Grundstein zur neuen gelegt, am 19. April 1761 die neue Kirche von Pfarrer Andreas Ochs (Pfarrer von 1755 bis 1763) geweiht.
1786 war das Holz der Turmkuppel wegen schlechter Blechdeckung verfault. Gegen den vereinfachenden Entwurf des Freiburger Maurermeisters Johann Joseph Meisburger zu einer neuen Haube protestierte die neue Ortsherrin Elisabeth von Schauenburg-Hénin; sie wolle den „Turm nicht in der gezeichneten akkordierten Form vor Augen sehen“. Sie erreichte den Zusatz einer Laterne.
1970 bis 1973 restaurierte eine gründliche Sanierung den Originalzustand. Im Jahr 2011 begann nach der Entdeckung eines Risses in der Decke mit einer Einrüstung des Inneren eine neue Restaurierung.

## Gebäude
St. Vincentius liegt inmitten des ummauerten Friedhofs. Auf das vierjochige Schiff, außen durch Lisenen in vier gleiche Felder geteilt, folgt der halbrund geschlossene Chor. Im südlichen Winkel zwischen Schiff und Chor erhebt sich der in seinen unteren vier Geschossen nur durch kleine hochrechteckige Fenster gegliederte Turm. Dessen Eckpilaster treten im fünften, dem mit großen Rundbogenfenstern versehenen Glockengeschoss, etwas zurück und geben vier Standflächen frei für Statuen der Kirchen- und Altarpatrone Vincentius, Evangelist Johannes, heiliger Blasius von Sebaste und Mutter Anna selbdritt. Dem Glockengeschoss sitzt eine Kuppel auf, deren Vereinfachung gegenüber dem Zustand bis 1786 ein Vergleich mit dem Riss der Kirche im Hochaltarbild zeigt. In der Westfassade, deren Ecken gerundet sind, öffnet sich pilasterflankiert und mit einem Sprenggiebel gekrönt das korbbogige Portal, daneben je ein rundbogiges Blendfenster. Gelb der Wandflächen, Rot der Lisenen und Weiß von Zusatzlinien sind die Farben des Äußeren.
Der Saal ist mit einem Spiegelgewölbe gedeckt und vom ebenso gedeckten Chor durch einen weiten korbbogigen Triumphbogen geschieden. Stichkappen über den Fenstern gliedern den Raum. In den ausgerundeten Ecken zwischen Seitenwänden und Triumphbogen „erscheinen schräggestellte Seitenaltäre, die den Willen der Erbauer offenbaren, einen fließenden Übergang vom Langhaus zum Chorraum zu erreichen, beide Raumteile zu verschmelzen und den Blick der Beter vor allem auf den Hochaltar zu lenken. Eine Bauidee, die durch J. K. Bagnatos Merdinger Kirche (1738–1741) Eingang in den Breisgau gefunden hatte.“ Im Westen schwingt die durch zwei Sandsteinsäulen getragene Orgelempore vor.

## Ausstattung
Franz Xaver Anton Hauser (1712–1772) schuf die vier Turmstatuen und die Maria Immaculata in einer Nische außen im Chorscheitel.
Zum Stuckdekor des Inneren urteilt Brommer: „Rhythmisierung und schwingende Festlichkeit erhält der Raum durch die in zarten Rosa- und Grautönen gefaßten Stukkaturen des Wessobrunners Franz Anton Vogel. In elegantem Spiel umspielen diese graziösen Rokoko-Dekorationen die Felder der Deckengemälde, strömen zu den Wänden hin, um Fenster- und Türeinfassungen, Chorbogen und Emporenbrüstungen sanft zu umrieseln.“
Der Künstler der drei Deckengemälde ist der Freiburger Maler Franz Joseph Rösch (1723–1777). Über der Orgelempore zeigt Ecclesia, die Kirche, Menschen der vier damals bekannten Erdteile Afrika, Europa, Asien und Amerika, Kreuz, Kelch und Hostie. Das Hauptbild symbolisiert den Primat des Simon Petrus. Er kniet vor Jesus, der zu ihm sagt: „Du bist Petrus, und auf diesen Felsen werde ich meine Kirche bauen“ (Mt 16,18-19 ). Ein Fels mit einer Kirche darauf bildet den Hintergrund. Das Bild im Chor zeigt die Ausgießung des Heiligen Geistes über die Jünger.

### Altäre
Den Hochaltar errichtete der aus Zaingrub in Niederösterreich stammende, in Freiburg tätige Kunstschreiner Johann Adam Bretz (1724–1803). Von einem Pilaster und zwei Säulen beidseits des Hauptbildes flankiert, passt sich der Altar in das Halbrund des Chorschlusses ein. Röschs Bild zeigt Vincentius als Diakon mit Ketten, Fackeln, der Siegespalme des Märtyrers und dem Raben, der nach der Legende seine Leiche gegen wilde Tiere verteidigte. Vincentius präsentiert Maria und ihrem Kind einen Riss der Kirche mit der ursprünglichen, 1787 vereinfacht ersetzten Turmhaube. Eine vornehme Frau und ein Bettler vor dem Riss deuten an, dass die Kirche allen Ständen offensteht. Das Oberbild zeigt den Heiligen Geist und Gottvater, der die Weltkugel hält. Graf Duran hatte sich eine Kreuzszene als Altarbild gewünscht, Pfarrer Ochs aber die Darstellung des Kirchenpatrons gegen diesen „arg lutherischen“ Gedanken durchgesetzt. Die Statuen der beiden Nebenpatrone Blasius links und Evangelist Johannes rechts sowie die anderen Schnitzarbeiten stammen wieder von Franz Xaver Anton Hauser.
Die Seitenaltäre aus Stuckmarmor sind Werke Franz Anton Vogels, ihre Gemälde Werke des aus Schwaz in Tirol stammenden, in Freiburg tätigen Johann Pfunner. Links ist es der heilige Blasius, rechts, am Anna-Altar, Marias Elternpaar Joachim und Anna.

### Glocken
Im Kirchturm hängt ein Glockengeläut mit drei Bronzeglocken in einem historischen hölzernen Glockenstuhl. 2019 wurde das Geläut saniert und erhielt neue Eichenholzjoche sowie einen neuen Satz Klöppel.
|   | Name           | Gießer             | Gussjahr | Durchmesser | Gewicht    | Schlagton |
| - | -------------- | ------------------ | -------- | ----------- | ---------- | --------- |
| 1 | St. Anna       | Benjamin Grüninger | 1949     | 1090 mm     | ca. 900 kg | fis'+5    |
| 2 | St. Vinzentius | Benjamin Grüninger | 1949     | 863 mm      | ca. 500 kg | ais'+4    |
| 3 | St. Blasius    | Bachert, Karlsruhe | 1922     | 685 mm      | ca. 250 kg | cis"+12   |

Glocke 1 hat für den Stunden- wie auch den Viertelstundenschlag ein Schlagwerk. Es gehört zu einer Turmuhr, die für die Anzeige der Zeit durch Zifferblätter auf allen vier Turmseiten sorgt.

### Sonstiges
Für die Kanzel von Bretz lieferte der aus Merdingen stammende Johann Baptist Sellinger eine Figur Johannes’ des Täufers auf dem Schalldeckel, die Heiliggeist-Taube und drei Putten.
Die Orgel baute Mathias Martin 1811 in Waldkirch. Das Werk wurde zuletzt durch Orgelbauer Johannes Rohlf restauriert und besitzt 13 klingende Register auf einem Manual und Pedal.

## Bedeutung
Hermann Brommer hält die Kirche der in einer Kartusche über dem Chorbogen angebrachten Inschrift „NoVa DoMVs CaeLo ereCta“ – „Das dem Himmel errichtete neue Gotteshaus“ für würdig. Die Inschrift ergibt als Chronogramm die Jahreszahl V + D + M + V + C + L + C = MDCCLVV = 1760. „Wegen ihres sonst wenig bekannten Architekten, aber auch wegen der am Bau beteiligten Künstlerschar wird die Landpfarrkirche Neuershausen als Schatzkästlein einheimischer Barockkunst stets ihren Platz in der Kunstgeschichte des Breisgaues einnehmen.“